# تابع دون نجمي

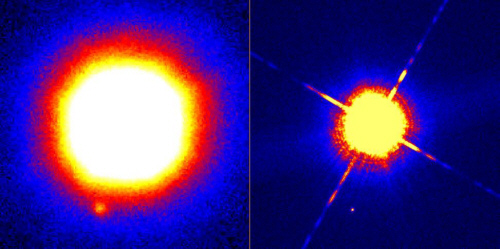
رصدت المراصد الأرضية والفضائية النجم غليس 229 وتابعه، والذي من الممكن أن يبلغ حجمه 20-40 مرة من كتلة كوكب المشتري

تابع دون نجمي هو مصطلح عام يشير إلى جسم فلكي يدور حول نجم.
ويمكنه وصف بعض الأجرام السماوية الصغيرة جدًا لدرجة لا يتعين معها وصفها بالنجم، ولكنها أكبر من أن يطلق عليها مصطلح كوكب. وبدلاً من ذلك، يطلق عليها جسم تابع دون نجمي مثل الأجسام خارج المجموعة الشمسية أو القزم البني الذي يدور حول نجم. كما يطلق على الأجسام التي هي أكبر من كتلة كوكب المشتري من 8 إلى 23 مرة مصطلح تابع دون نجمي.
غالبا ما تسمى الأجسام التي تدور حول نجم وتقل كتلتها عن كتلة حجم كوكب المشتري بـ 13مرة مصطلح كوكب، في حين أن القزم البني يكون أعلى من ذلك. وقد أطلق على التوابع الموجودة في ذلك الشريط الحدودي لكوكب القزم البني اسم كواكب مشترى فائقة الحجم، مثل تلك الموجودة حول النجم كابا أندروميدا. ومع ذلك، فالأجسام التي تبلغ كتلتها 8 مرات كتلة كوكب المشترى قد أطلق عليها اسم القزم البني.
ويُعتقد بوجود تابع دون نجمي في نظام النجوم الثنائية SDSS 1212. وقد تم التأكد من وجود التوابع دون النجمية من خلال تحليل بيانات القياسات الفلكية المأخوذة من القمر الفضائي عالي الدقة هيباركوس.

## وصلات خارجية
- Keck views star and companion